# Gouden Oog
Het Gouden Oog, beter bekend als Het Gala van het Gouden Oog, was een show op VTM waarin televisiefiguren en -programma's werden onderscheiden, maar ook zangers en muziekgroepen. De ontvangers werden gekozen door de lezers van geselecteerde kranten en tijdschriften. De show liep van 1989 tot 1998 en werd tot en met 1995 gepresenteerd door Mike Verdrengh. Vanaf 1996 tot en met 1998 was Luc Appermont de presentator. Het Gouden Oog zelf werd gemaakt door kunstenaar Raf Verjans.
In 2008 werd de traditie van Vlaamse televisieprijzen voortgezet door de Vlaamse Televisie Academie met de Vlaamse Televisie Sterren.

## Winnaars

### Het Gouden Oog 1988
In januari 1989 mochten de volgende winnaars een Gouden Oog ontvangen.
| Categorie               | Winnaar            | Zender/Land      |
| ----------------------- | ------------------ | ---------------- |
| Persoonlijkheid         | Jos Brink          | Nederland        |
| Journalist              | Mark Uytterhoeven  | BRT              |
| Beste presentator       | Henny Huisman      | Nederland        |
| Populairste presentator | Walter Capiau      | BRT              |
| Programma               | Panorama           | BRT              |
| Serie                   | Sons and Daughters | BRT              |
| Spelprogramma           | Wedden dat..?      | Nederland        |
| Buitenlandse serie      | The Cosby Show     | Verenigde Staten |
| Buitenlandse actrice    | Carry Tefsen       | Nederland        |
| Buitenlandse acteur     | Bill Cosby         | Verenigde Staten |
| Actrice                 | Dora van der Groen | -                |
| Acteur                  | Jo De Meyere       | -                |

### Het Gouden Oog 1989
In januari 1990 mochten de volgende winnaars een Gouden Oog ontvangen.
| Categorie           | Winnaar              | Zender/Land |
| ------------------- | -------------------- | ----------- |
| Persoonlijkheid     | Guido Depraetere     | VTM         |
| Journalist          | Dany Verstraeten     | VTM         |
| Presentator         | Luc Appermont        | BRT         |
| Programma           | Tien Om Te Zien      | VTM         |
| Serie               | Medisch Centrum West | VTM         |
| Spelprogramma       | Wie ben ik?          | VTM         |
| Nieuwkomer          | Lynn Wesenbeek       | VTM         |
| Actrice             | Jane Seymour         | VTM         |
| Acteur              | Luc Philips          | VTM         |
| Tv-buitenland man   | Jos Brink            | Nederland   |
| Tv-buitenland vrouw | Astrid Joosten       | Nederland   |
| Groep               | Clouseau             | -           |
| Zangeres            | Ingeborg             | -           |
| Zanger              | Helmut Lotti         | -           |

### Het Gouden Oog 1990
In januari 1991 mochten de volgende winnaars een Gouden Oog ontvangen.
| Categorie                    | Winnaar                 | Zender/Land |
| ---------------------------- | ----------------------- | ----------- |
| Presentatrice                | Anne De Baetzelier      | VTM         |
| Presentator                  | Walter Capiau           | VTM         |
| Buitenlandse serie           | MacGyver                | VTM         |
| Actrice                      | Janine Bischops         | VTM         |
| Acteur                       | Luc Philips             | VTM         |
| Magazine en info             | Klasgenoten             | VTM         |
| Spelprogramma                | Wie ben ik?             | VTM         |
| Muziekprogramma              | Tien Om Te Zien         | VTM         |
| Kinderprogramma              | Schuif Af               | VTM         |
| Showprogramma                | Walters Verjaardagsshow | VTM         |
| Fictie                       | Bompa III               | VTM         |
| Groep                        | Clouseau                | -           |
| Zangeres                     | Sanne                   | -           |
| Zanger                       | Bart Kaëll              | -           |
| Persoonlijkheid van het jaar | Lynn Wesenbeek          | -           |

### Het Gouden Oog 1991
In januari 1992 mochten de volgende winnaars een Gouden Oog ontvangen.
| Categorie                       | Winnaar              | Zender/Land |
| ------------------------------- | -------------------- | ----------- |
| Jeugd                           | Samson en Gert       | BRTN        |
| Sport                           | De Sportshow         | VTM         |
| Spel                            | Familieraad          | VTM         |
| Buitenlandse serie              | Beverly Hills, 90210 | VTM         |
| Magazine                        | Luc                  | VTM         |
| Actrice                         | Linda De Ridder      | VTM         |
| Acteur                          | Jacques Vermeire     | BRTN        |
| Show en muziek                  | Videodinges          | VTM         |
| Tv-gezicht vrouw                | Margriet Hermans     | BRTN        |
| Tv-gezicht man                  | Luc Appermont        | VTM         |
| Beste fictie                    | F.C. De Kampioenen   | BRTN        |
| Groep                           | Soulsister           | -           |
| Zangeres                        | Ingeborg             | -           |
| Zanger                          | Stef Bos             | -           |
| Nieuws en informatie            | BRTN-Nieuws          | BRTN        |
| Tv-persoonlijkheid van het jaar | Luc Appermont        | VTM         |

### Het Gouden Oog 1992
In januari 1993 mochten de volgende winnaars een Gouden Oog ontvangen.
| Categorie            | Winnaar                         | Zender/Land |
| -------------------- | ------------------------------- | ----------- |
| Jeugd                | Samson en Gert                  | BRTN        |
| Sport                | Sportweekend                    | BRTN        |
| Spel                 | De Drie Wijzen                  | BRTN        |
| Buitenlandse serie   | Beverly Hills, 90210            | VTM         |
| Magazine             | Luc                             | VTM         |
| Actrice              | Loes Van den Heuvel             | BRTN        |
| Acteur               | Jacques Vermeire                | BRTN        |
| Show en muziek       | De Droomfabriek                 | BRTN        |
| Tv-gezicht vrouw     | Anne De Baetzelier              | VTM         |
| Tv-gezicht man       | Luc Appermont                   | VTM         |
| Vlaamse fictie       | F.C. De Kampioenen              | BRTN        |
| Groep                | Leyers, Michiels and Soulsister | -           |
| Zangeres             | Margriet Hermans                | -           |
| Zanger               | Will Tura                       | -           |
| Nieuws en informatie | Jambers                         | VTM         |
| Tv-persoonlijkheid   | Paul Jambers                    | VTM         |

### Het Gouden Oog 1993
In januari 1994 mochten de volgende winnaars een Gouden Oog ontvangen.
| Categorie            | Winnaar                         | Zender/Land |
| -------------------- | ------------------------------- | ----------- |
| Jeugd                | Samson en Gert                  | BRTN        |
| Sport                | Sportweekend                    | BRTN        |
| Spel                 | De Drie Wijzen                  | BRTN        |
| Buitenlandse serie   | Mr. Bean                        | BRTN        |
| Praatprogramma       | Morgen Maandag                  | BRTN        |
| Magazine             | Raar Maar Waar                  | VTM         |
| Actrice              | Loes Van den Heuvel             | BRTN        |
| Acteur               | Jan Decleir                     | -           |
| Show en muziek       | De Droomfabriek                 | BRTN        |
| Tv-gezicht vrouw     | Lynn Wesenbeek                  | VTM         |
| Tv-gezicht man       | Luc Appermont                   | VTM         |
| Vlaamse fictie       | F.C. De Kampioenen              | BRTN        |
| Groep                | Leopold 3                       | -           |
| Zangeres             | Dana Winner                     | -           |
| Zanger               | Will Tura                       | -           |
| Nieuws en informatie | Begrafenis van koning Boudewijn | BRTN en VTM |
| Tv-persoonlijkheid   | Mark Uytterhoeven               | BRTN        |

### Het Gouden Oog 1994
In januari 1995 mochten de volgende winnaars een Gouden Oog ontvangen.
| Categorie            | Winnaar                          | Zender/Land |
| -------------------- | -------------------------------- | ----------- |
| Jeugd                | Samson en Gert                   | BRTN        |
| Sport                | Wereldkampioenschap voetbal 1994 | BRTN        |
| Spel                 | De Drie Wijzen                   | BRTN        |
| Evenementen          | Het Gouden Oog 1993              | VTM         |
| Praatprogramma       | Luc                              | VTM         |
| Magazine             | Jambers                          | VTM         |
| Tv-actrice           | Loes Van den Heuvel              | BRTN        |
| Tv-acteur            | Erik Goossens                    | VTM         |
| Show en muziek       | De Droomfabriek                  | BRTN        |
| Tv-presentatrice     | Marlène de Wouters               | VTM         |
| Tv-presentator       | Luc Appermont                    | VTM         |
| Vlaams drama         | Familie                          | VTM         |
| Vlaamse komedie      | F.C. De Kampioenen               | BRTN        |
| Groep                | Leopold 3                        | -           |
| Zangeres             | Dana Winner                      | -           |
| Zanger               | Will Tura                        | -           |
| Nieuws en informatie | Telefacts                        | VTM         |
| Tv-persoonlijkheid   | Luc Appermont                    | VTM         |

### Het Gouden Oog 1995
In januari 1996 mochten de volgende winnaars een Gouden Oog ontvangen.
| Categorie            | Winnaar             | Zender/Land |
| -------------------- | ------------------- | ----------- |
| Jeugd                | Samson en Gert      | BRTN        |
| Sport                | Goal!               | VTM         |
| Spel                 | Blind Date          | VTM         |
| Evenementen          | Het Gouden Oog 1994 | VTM         |
| Praatprogramma       | Marlène             | VTM         |
| Magazine             | Jambers             | VTM         |
| Tv-actrice           | Loes Van den Heuvel | BRTN        |
| Tv-acteur            | Jacques Vermeire    | BRTN        |
| Show en muziek       | De Droomfabriek     | BRTN        |
| Tv-presentatrice     | Marlène de Wouters  | VTM         |
| Tv-presentator       | Luc Appermont       | VTM         |
| Vlaams drama         | Wittekerke          | VTM         |
| Vlaamse komedie      | F.C. De Kampioenen  | BRTN        |
| Groep                | Clouseau            | -           |
| Zangeres             | Dana Winner         | -           |
| Zanger               | Helmut Lotti        | -           |
| Nieuws en informatie | Telefacts           | VTM         |
| Tv-persoonlijkheid   | Luc Appermont       | VTM         |

### Het Gouden Oog 1996
In januari 1997 mochten de volgende winnaars een Gouden Oog ontvangen.
| Categorie            | Winnaar               | Zender/Land |
| -------------------- | --------------------- | ----------- |
| Jeugd                | Samson en Gert        | BRTN        |
| Sport                | Goal!                 | VTM         |
| Spel                 | Blind Date            | VTM         |
| Evenementen          | Lotti goes classic II | BRTN        |
| Praatprogramma       | Het Mooiste Moment    | VTM         |
| Magazine             | Schalkse Ruiters      | BRTN        |
| Tv-actrice           | Greet Rouffaer        | VTM         |
| Tv-acteur            | Karel Deruwe          | VTM         |
| Show en muziek       | Typisch Chris         | BRTN        |
| Tv-presentatrice     | Marlène de Wouters    | VTM         |
| Tv-presentator       | Koen Wauters          | VTM         |
| Vlaams drama         | Wittekerke            | VTM         |
| Vlaamse komedie      | F.C. De Kampioenen    | BRTN        |
| Groep                | Clouseau              | -           |
| Zangeres             | Dana Winner           | -           |
| Zanger               | Helmut Lotti          | -           |
| Nieuws en informatie | Het Nieuws            | VTM         |
| Tv-persoonlijkheid   | Koen Wauters          | VTM         |

### Het Gouden Oog 1997
In januari 1998 mochten de volgende winnaars een Gouden Oog ontvangen.
| Categorie            | Winnaar                  | Zender/Land |
| -------------------- | ------------------------ | ----------- |
| Jeugd                | Samson en Gert           | VRT         |
| Sport                | Stadion                  | VTM         |
| Spel                 | Blind Date               | VTM         |
| Evenementen          | Begrafenis prinses Diana | VRT en VTM  |
| Praatprogramma       | Het Mooiste Moment       | VTM         |
| Magazine             | Medialaan 1              | VTM         |
| Tv-actrice           | Greet Rouffaer           | VTM         |
| Tv-acteur            | Karel Deruwe             | VTM         |
| Show en muziek       | Schalkse Ruiters         | VRT         |
| Tv-presentatrice     | Ingeborg                 | VTM         |
| Tv-presentator       | Koen Wauters             | VTM         |
| Vlaams drama         | Wittekerke               | VTM         |
| Vlaamse komedie      | F.C. De Kampioenen       | VRT         |
| Groep                | Clouseau                 | -           |
| Zangeres             | Dana Winner              | -           |
| Zanger               | Helmut Lotti             | -           |
| Nieuws en informatie | Het Nieuws               | VTM         |
| Tv-persoonlijkheid   | Koen Wauters             | VTM         |
| Tv-carrière          | Tony Corsari             | VRT         |